# Neuratelia subulata
Neuratelia subulata är en tvåvingeart som beskrevs av Zaitzev 1994. Neuratelia subulata ingår i släktet Neuratelia och familjen svampmyggor. Inga underarter finns listade i Catalogue of Life.